# Novouzensk
Novouzensk - Новоузенск (rus) - és una ciutat de l'óblast de Saràtov, a Rússia.

## Geografia
Novouzensk es troba a la riba esquerra del Bolxoi Uzen, a la seva confluència amb el Txertanli. És a 193 km al sud-est de Saràtov i a 918 km al sud-est de Moscou.

## Història
El 1760 el poble de Txertanla fou creat per Vells creients emigrats de Polònia que per un edicte de Caterina II de Rússia foren incitats a tornar a Rússia. Es desenvolupà i rebé l'estatus de vila i el nom de Novi Uzen el 1835. Més endavant prengué el nom de Novouzensk.